# Roland Koch (Schauspieler)

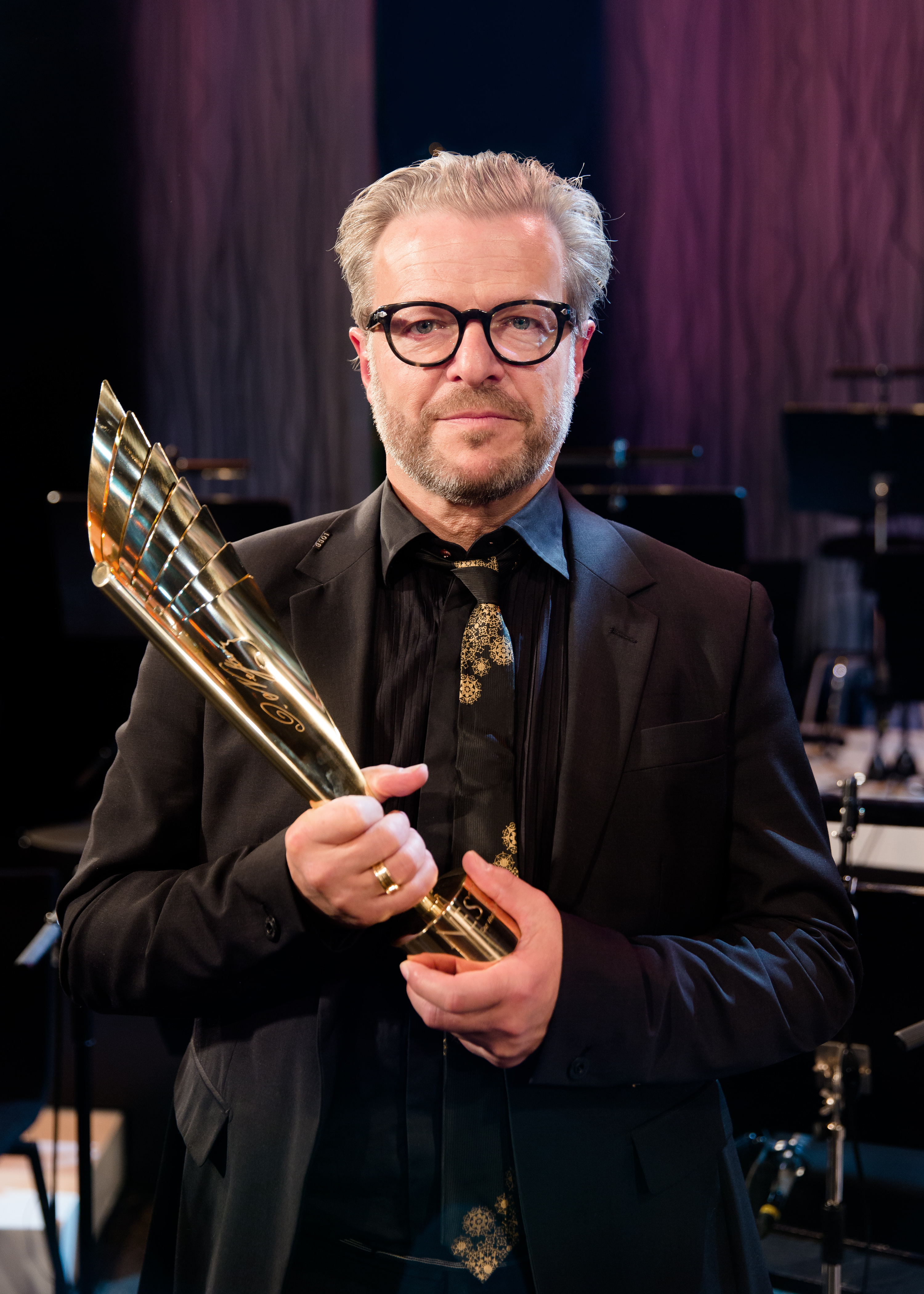
Roland Koch (2015)

Roland Koch (* 29. Mai 1959 in Uezwil) ist ein Schweizer Schauspieler, Regisseur und Ensemblemitglied am Wiener Burgtheater.

## Leben
Roland Koch ist im aargauischen Muri aufgewachsen. Von 1979 bis 1982 studierte er Psychologie und Ethnologie an der Universität Zürich. Er besuchte von 1980 bis 1984 die Schauspielschule Zürich. Die „École internationale de théâtre Jacques Lecoq“ in Paris war eine weitere Station seiner Ausbildung.
Nach Engagements an den Theatern Celle, Konstanz, Hannover, an der Berliner Volksbühne und am Münchner Residenztheater ist er seit 1999 Ensemblemitglied des Wiener Burgtheaters, wo er seit der Spielzeit 2007/2008 auch die Funktion des Ensemblesprechers innehat.
Eine lange Arbeitsbeziehung verbindet Koch mit dem Regisseur Andreas Kriegenburg. Von Mitte der 1990er Jahre bis 2001 war er neben Natali Seelig, Doreen Nixdorf, Judith Hofmann, Alexander Simon oder Markwart Müller-Elmau und anderen einer der Stammschauspieler, die Kriegenburg gerne in seinen Inszenierungen besetzte. Besonders am Staatstheater Hannover unter der Intendanz von Ulrich Khuon gelangen Produktionen, die dem Haus zu überregionalem Ansehen verhalfen. Dies geschah zum Beispiel durch die Einladung zum Berliner Theatertreffen 1998 mit Ibsens Ein Volksfeind. Roland Koch spielte hier den Doktor Thomas Stockmann. Diese Darstellung brachte ihm eine Nominierung als „Bester Schauspieler“ der Zeitschrift Theater heute ein.
1999 folgte Koch Andreas Kriegenburg ans Burgtheater Wien. Dort blieb er auch nach dem Weggang Kriegenburgs (ans Thalia Theater) und gehört bis heute zum Ensemble. Das Wiener Theaterpublikum reagierte zu Beginn eher verschreckt auf die Inszenierungen Kriegenburgs, und so musste Roland Koch dort anfangs gegen den Ruf anspielen, ein „Kriegenburg-Schauspieler“ zu sein. Durch die Zusammenarbeit mit verschiedenen Regisseuren in einer großen Bandbreite von sehr unterschiedlichen Rollen zählt Roland Koch inzwischen zu den vielseitigsten und renommiertesten Schauspielern im großen Ensemble des Burgtheaters. Mit seinem variantenreichen Spiel von detailgenau herausgearbeiteten Charakterstudien bis hin zu teilweise recht provokanten Soloeinlagen gehört er dort zu den Publikumslieblingen des Hauses.
Als im Mai 2003 die Regisseurin Andrea Breth erkrankte und die Arbeit an Shakespeares Was Ihr wollt oder Zwölfte Nacht nicht fortsetzen konnte, schlug das Ensemble Roland Koch, der selbst den Malvolio in dieser Produktion spielen sollte, als Ersatz vor. Dieser bewies, auch in Anbetracht der kurzen Vorbereitungszeit bis zur Premiere Anfang September 2003, beachtliche inszenatorische Fähigkeiten. Er zeigte eine moderne, freche, mit Musik als einem wesentlichen Stilelement untermalte Version des Stücks, welche die Kritik größtenteils wohlwollend aufnahm.
In jüngster Zeit feierte Roland Koch am Burgtheater große Erfolge z. B. als Teil des Ensembles in Andrea Breths hochgelobten Zwischenfällen, wo er in einer Reihe skurriler Rollen vom bösen Wolf bis hin zum die Arbeit verweigernden Schweizer Beamten die Bandbreite seines Könnens zeigen kann, oder in Dieter Giesings Inszenierung von Professor Bernhardi. Die Darstellung des Ebenwald bescherte Roland Koch 2011 eine Nestroy-Nominierung als Bester Schauspieler.
Der Arbeit für Film und Fernsehen hat sich Roland Koch erst relativ spät in seiner Karriere geöffnet, als er am Theater bereits ein etablierter Schauspieler war. Seit 2000 hat er in einer Reihe von Fernsehfilmen und -serien mitgewirkt, dennoch steht nach wie vor meist die Theaterarbeit im Vordergrund. Einem größeren Fernsehpublikum wurde er durch die Rolle des Doktor Gesswein in der Fernsehserie Der Fürst und das Mädchen an der Seite von Maximilian Schell und durch die Mona-Seiler-Krimis mit Mariele Millowitsch bekannt. Von 2008 bis 2009 stand Roland Koch in der männlichen Hauptrolle für die ARD/ORF-Serie Geld.Macht.Liebe vor der Kamera. In der Produktion Geliebter Johann Geliebte Anna, die 2010 bei der Romyverleihung 2010 als bester Fernsehfilm ausgezeichnet wurde, porträtierte er den Grafen Metternich. Seit Ende 2011 ergänzt er das Ermittlerteam des Tatort Konstanz in der Rolle des Matteo Lüthi.
Seit mehreren Jahren hält Koch regelmäßig Gastvorträge an der Universität für Angewandte Kunst Wien im Fachbereich Bühnen- und Filmgestaltung. Außerdem unterrichtet er Schauspiel am Konservatorium Wien Privatuniversität und das Fach Rollengestaltung am Max-Reinhardt-Seminar in Wien.
Roland Koch ist Vater von vier Töchtern, unter anderen von Anna Drexler, die auch Schauspielerin ist. Er ist mit der Schauspielerin Nicola Kirsch verheiratet.
2015 wurde er mit dem Nestroy in der Kategorie Beste Nebenrolle für seine Darstellung des Wilhelm Foldal in John Gabriel Borkman am Akademietheater Wien. ausgezeichnet.

## Theater

### Burgtheater Wien
- 1999: Cyrano von Bergerac von Edmond Rostand – Graf Guiche. Regie: Sven-Eric Bechtolf
- 2000: Die Verschwörung des Fiesco zu Genua von Friedrich Schiller – Muley Hassan. Regie: Andreas Kriegenburg
- 2000: Lulu von Frank Wedekind – Dr. Schöning. Regie: Andreas Kriegenburg
- 2001: Dantons Tod von Georg Büchner – Danton. Regie: Andreas Kriegenburg
- 2001: Maria Stuart von Friedrich Schiller – Wilhelm Davison, Staatssekretär. Regie: Andrea Breth
- 2002: Gilgamesh von Raoul Schrott – Gilgamesh, König von Uruk. Regie: Theu Boermans
- 2002: Emilia Galotti von Gotthold Ephraim Lessing – Marinelli. Regie: Andrea Breth
- 2004: Bérénice de Molière von Igor Bauersima – Jean Poquelin (Molière). Regie: Igor Bauersima
- 2005: Ernst ist das Leben – Bunbury von Oscar Wilde / Bearbeitung: Elfriede Jelinek – John Worthing. Regie: Falk Richter
- 2006: Der Meister und Margarita von Michail Bulgakow – Meier Eins, Voland, Berlioz. Regie: Niklaus Helbling
- 2006: Medea von Grzegorz Jarzyna – Jason. Regie: Grzegorz Jarzyna
- 2007: Julius Caesar von William Shakespeare – Marcus Brutus. Regie: Falk Richter
- 2007: Die Probe (Der brave Simon Korach) von Lukas Bärfuss – Franzeck. Regie: Nicolas Brieger. (Nestroy-Theaterpreis-Nominierung als Bester Schauspieler 2008)
- 2008: Der Gott des Gemetzels von Yasmina Reza – Michel Houillé. Regie: Dieter Giesing
- 2009: Trilogie des Wiedersehens von Botho Strauß – Franz, ein Schauspieler. Regie: Stefan Bachmann
- 2009: Amphitryon von Heinrich von Kleist – Jupiter. Regie: Matthias Hartmann
- 2010: Die heilige Johanna der Schlachthöfe von Bertolt Brecht – Graham. Regie: Michael Thalheimer
- 2011: Zwischenfälle Szenen von Pierre Henri Cami, Daniil Charms und Georges Courteline – diverse Rollen. Regie: Andrea Breth
- 2011: Professor Bernhardi von Arthur Schnitzler – Dr. Ebenwald, Professor für Chirurgie. Regie: Dieter Giesing (Nestroy-Theaterpreis-Nominierung als Bester Schauspieler 2011)
- 2011: Der zerbrochne Krug von Heinrich von Kleist – Gerichtsrat Walter. Regie: Matthias Hartmann
- 2011: Eine Mittsommernachts-Sex-Komödie von Woody Allen – Maxwell. Regie: Matthias Hartmann
- 2012: Der Prinz von Homburg von Heinrich von Kleist – Graf Hohenzollern. Regie: Andrea Breth Kooperation mit den Salzburger Festspielen
- 2013: Hamlet von William Shakespeare – Claudius, König von Dänemark. Regie: Andrea Breth
- 2015: John Gabriel Borkman von Simon Stone nach Henrik Ibsen – Wilhelm Foldal. Regie: Simon Stone
- 2016: Diese Geschichte von Ihnen von John Hopkins – Cartwright. Regie: Andrea Breth
- 2016: Bella Figura von Yasmina Reza – Eric Blum. Regie: Dieter Giesing
- 2016: Pension Schöller von Carl Lauffs / Wilhelm Jacoby – Philipp Klapproth. Regie: Andreas Kriegenburg
- 2017: Die Geburtstagsfeier von Harold Pinter – Goldberg. Regie: Andrea Breth – Kooperation mit den Salzburger Festspielen
- 2018: Hotel Strindberg nach August Strindberg – Xavier, Concierge + Klaus, Sozialarbeiter. Regie: Simon Stone
- 2018: Der Besuch der alten Dame von Friedrich Dürrenmatt – Bürgermeister. Regie: Frank Hoffmann

### Bayerische Staatsoper
- 2011: L’enfant et les sortilèges/Der Zwerg von Maurice Ravel/Alexander Zemlinsky – Der Regisseur. Inszenierung: Grzegorz Jarzyna, Musikalische Leitung: Kent Nagano

### Schauspielhaus Frankfurt
- 2010: Der Diener zweier Herren von Carlo Goldoni – Pandolfo. Regie: Andreas Kriegenburg

### Schauspielhaus Zürich
- 2001: Tatis Welt. Ein Projekt von Andreas Kriegenburg – Ein Feuerwehrmann. Regie: Andreas Kriegenburg

### Staatsoper Wien
- 2000: Die Entführung aus dem Serail von Wolfgang Amadeus Mozart – Bassa Selim. Regie: Ursel und Karl-Ernst Herrmann

### Residenztheater München
- 1999: Penthesilea von Heinrich von Kleist – Achill. Regie: Andreas Kriegenburg

### Volksbühne Berlin
- 1996: Zement von Heiner Müller – Gleb Tschumalow. Regie: Andreas Kriegenburg

### Schauspielhaus Hannover
- 1993: Das Käthchen von Heilbronn von Heinrich von Kleist – Gottschalk/Gottfried Friedeborn. Regie: Hartmut Wickert
- 1993: sturmpatrull von Arnolt Bronnen – lecht. Regie: Hartmut Wickert
- 1993: Angels in America von Tony Kushner – Louis Ironson. Regie: Karin Beier
- 1994: Die Stunde, da wir nichts voneinander wussten von Peter Handke – Einer von „ein Dutzend Schauspielern und Liebhabern“. Regie: Hartmut Wickert
- 1994: Einer für alles von Alan Ayckbourn – Crispin Usher. Regie: Hartmut Wickert
- 1994: Kasimir und Karoline von Ödön von Horváth – Kasimir. Regie: Andreas Kriegenburg
- 1995: Salamander von Wolf Christian Schröder – Wega. Regie: Mark Zurmühle
- 1995: Iwanow von Anton Tschechow – Iwanow. Regie: Hartmut Wickert
- 1995: Fremdes Haus von Dea Loher  – Jane Sokolov. Regie: Andreas Kriegenburg
- 1995: Operation Epsilon oder Wie die Deutschen doch noch ihre Atombombe erfanden von Alfred Nordmann, Hartmut Wickert – Weizsäcker. Regie: Hartmut Wickert
- 1996: Was ihr wollt von William Shakespeare – Orsino. Regie: Mark Zurmühle
- 1996: Wilhelm Tell von Friedrich Schiller – Wilhelm Tell. Regie: Andreas Kriegenburg
- 1996: Liebe für Liebe von William Congreve – Scandal. Regie: Wolf-Dietrich Sprenger
- 1997: Jesabels Rache von Harald Kuhlmann – Graf Königsmarck – Regie: Reinhard Göber
- 1997: Romeo und Julia von William Shakespeare – Capulet/Bruder Lorenzo. Regie: Mark Zurmühle
- 1997: Ein Volksfeind von Henrik Ibsen – Dr. Thomas Stockmann – Regie: Andreas Kriegenburg
- 1997: Tartuffe von Molière – Tartuffe. Regie: Mark Zurmühle
- 1998: Olgas Raum von Dea Loher – Filinto Müller. Regie:Andreas Kriegenburg
- 1998: Nathan der Weise von Gotthold Ephraim Lessing – Sultan Saladin. Regie: Mark Zurmühle
- 1998: Professor Unrat von Zadek/Greiffenhagen nach dem Roman von Heinrich Mann – Artist Kiepert/Weinhändler Lorenzen. Regie: Mark Zurmühle
- 1998: Der Sturm von William Shakespeare – Trinculo/Kapitän. Regie: Andreas Kriegenburg
- 1999: Das Ende vom Anfang von Sean O’Casey – Bobby Derrill. Regie: Andreas Kriegenburg

### Landestheater Tübingen
- 1987: Der Widerspenstigen Zähmung von William Shakespeare – Lucentio, Liebhaber Biancas. Regie: Bernd Leifeld
- 1987: Die Palästinenserin (Apalesstinait/Shooting Magda) von Joshua Sobol – Udi (David). Regie: Rüdiger List
- 1988: Operette (Operetka) von Witold Gombrowicz – Graf Charme Himalaj. Regie: Gerhard Hess
- 1988: Die falsche Zofe von Pierre Carlet de Marivaux – Lelio. Regie: Martin Ankermann
- 1988: Füchse jagen von Gert Heidenreich – Razmann/Polizist. Regie: Eva Gallé
- 1989: Rotter von Thomas Brasch – Kloppenburg/Kutz/Koslowski. Regie: Günter Ballhausen
- 1989: Trilogie des Wiedersehens von Botho Strauss – Answald. Regie: Matthias Fontheim
- 1989: Minna von Barnhelm oder Das Soldatenglück von Gotthold Ephraim Lessing – Riccaut de la Marlinière. Regie: Eva Gallé
- 1989: Das Sparschwein von Eugène Marin Labiche – Félix Renaudier, Notar. Regie: Barbara und Jürgen Esser
- 1990: Siegfried Frauenprotokolle Deutscher Furor. Von Volker Braun – Gernot. Regie: Günter Ballhausen
- 1990: Vorsicht, Trinkwasser! von Woody Allen – Axel Magee. Regie: Bernd Leifeld

### Sonstiges
- 2004: Wilhelm Tell von Friedrich Schiller – Freiluftinszenierung auf der Rütli-Wiese (Schweiz) gemeinsam mit dem Theater Weimar, Regie: Stephan Märki

### Regiearbeiten
- 2003: Was ihr wollt oder Zwölfte Nacht von William Shakespeare am Burgtheater Wien
- 2013: Viel Lärm um nichts von William Shakespeare am Landestheater Niederösterreich

## Filmografie

### Kino- und Fernsehfilme (Auswahl)
- 2001: Studers erster Fall. Fernsehfilm (in Schweizerdeutsch). Regie: Sabine Boss
- 2002: Der Freund meiner Mutter. Fernsehfilm. Regie: Dagmar Knöpfel
- 2002: In der Mitte eines Lebens. Fernsehfilm. Regie: Bernd Fischerauer
- 2002: Stimmen. Fernsehfilm. Regie: Rainer Matsutani
- 2003: Polterabend. Fernsehfilm. Regie: Julian Pölsler
- 2003: Untreu. Fernsehfilm. Regie: Rainer Matsutani
- 2004: Damals warst Du still. Fernsehfilm. Regie: Rainer Matsutani
- 2004: Das Duo – Falsche Träume. Fernsehfilm. Regie: Thomas Jauch
- 2005: Heute heiratet mein Mann. Fernsehfilm. Regie: Michael Kreihsl
- 2005: Polly Adler – Eine Frau sieht rosa. Fernsehfilm. Regie: Peter Ily Huemer
- 2005: Undercover. Kino-Spielfilm (in Schweizerdeutsch). Regie: Sabine Boss
- 2006: Kein Zurück – Studers neuster Fall. Fernsehfilm (in Schweizerdeutsch). Regie: Sabine Boss
- 2007: Liebe auf den dritten Blick. Fernsehfilm. Regie: Helmut Metzger
- 2009: Geliebter Johann Geliebte Anna. Fernsehfilm. Regie: Julian Pölsler
- 2009: Linda geht tanzen. Fernsehfilm. Regie: Karola Hattop
- 2009: Blue Moon Down. Kinofilm. Regie: Flo Lackner
- 2012: Tatort – Nachtkrapp. Fernsehfilm. Regie: Patrick Winczewski
- 2013: Tatort – Letzte Tage. Fernsehfilm. Regie: Elmar Fischer
- 2014: Planet USA. Regie: Flo Lackner
- 2014: Tatort – Winternebel. Fernsehfilm. Regie: Patrick Winczewski
- 2014: Helen Dorn – Das dritte Mädchen
- 2015: Tatort – Château Mort. Fernsehfilm. Regie: Marc Rensing
- 2016: Wir sind die Flut. Kinofilm. Regie: Sebastian Hilger
- 2016: Tatort – Wofür es sich zu leben lohnt. Fernsehfilm. Regie: Aelrun Goette
- 2018: Zauberer. Kinofilm. Regie: Sebastian Brauneis
- 2018: Tatort – Friss oder stirb (Fernsehreihe)
- 2020: Ein starkes Team: Scharfe Schnitte (Fernsehreihe)
- 2020: Tatort – Züri brännt (Fernsehreihe)
- 2021: Sportabzeichen für Anfänger
- 2022: Schächten
- 2022: Alma und Oskar
- 2024: Tatort: Deine Mutter (Fernsehreihe)

### Fernsehserien (Auswahl)
- 2002–2007: Der Fürst und das Mädchen (Staffel 1–3, Folgen 1–36.)
- 2003: Die Sitte – Verbotene Lust (Staffel 1, Folge 5.)
- 2005: Nikola – Nackte Nr. 42. (Staffel 9, Folge 3.)
- 2005: Im Namen des Gesetzes – Geblitzt (Staffel 10, Folge 13.)
- 2006: SOKO Rhein-Main – Die Hoffnung stirbt zuletzt (Staffel 2, Folge 11.)
- 2007: SOKO Kitzbühel – Schreckliche Wahrheit (Staffel 7, Folge 8.)
- 2007: Kommissar Stolberg – Eisprinzessin (Staffel 2, Folge 5.)
- 2007: Polly Adler (Staffel 1, Folgen 1–4.)
- 2008: Schnell ermittelt – Herta Weissenberger
- 2008: SOKO Donau – Tödliche Versuchung (Staffel 4, Folge 11.)
- 2008–2009: Geld.Macht.Liebe (Staffel 1, Folgen 1–21.)
- 2012: SOKO 5113 – Monster
- 2015: SOKO 5113 – Der stumme Diener
- 2016: Bettys Diagnose (12 Folgen)
- 2017: Kommissar Dupin – Bretonischer Stolz
- 2018: Nachtschicht – Es lebe der Tod
- 2019: Vienna Blood
- 2022: Nachtschicht – Die Ruhe vor dem Sturm
- 2023: Blind ermittelt – Mord an der Donau (Fernsehreihe)

## Radioarbeiten (Hörspiele)
- 2003: Vier Tage im Leben von Dessie Banks von Enda Walsh – Deckie. Regie: Harald Krewer. SR  / ORF[5]
- 2005: Adas Erbe von Wilhelm Hengstler. Regie: Harald Krewer. ORF / WDR[6]
- 2008: Im Zug der Zeit von Jürg Amann. Regie: Götz Fritsch. ORF[7]
- 2010: Stella und der Koch. Von Patricia Brooks. Regie: Eva Garthe. ORF[8]

## Diskografie (Hörbücher)
- 2001: Atmen einstellen, bitte! – Pekinger Himmelsstürze von Kai Strittmatter. Regie: Bettina Hering. Picus, Wien.